# Sporata

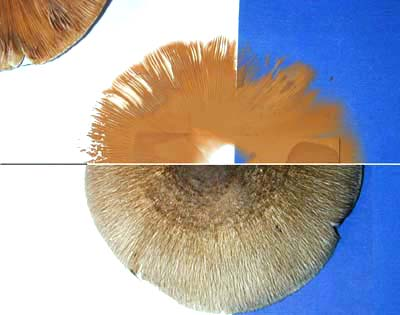
Sporata del fungo Volvariella volvacea mostrata in una foto composta: (la foto nella metà inferiore) mostra il cappello del fungo su una carta bicolore bianca e nera; (la foto della metà superiore) mostra il cappello rimosso dopo 24 ore mostrando una sporata rosata. Un vetrino di 3,5 cm è posto nel mezzo per permettere l'esame delle caratteristiche spore in un microscopio.

La sporata di un fungo o anche "impronta sporale" (spore in massa) è un importante carattere diagnostico utilizzato per identificare le specie di funghi. 

## Descrizione
Una sporata si ottiene nel modo seguente:
1. tagliare il gambo giusto all'attaccatura con il cappello;
2. appoggiare il cappello, dal lato delle lamelle o dei tubuli, o più in generale la superficie produttrice delle spore, di piatto, su un supporto di vetro o su un cartoncino;
3. se l'ambiente è secco, coprire il cappello con un recipiente di vetro capovolto, oppure coprire la superficie del cappello con un pezzo di tovagliolino di carta bianca inumidito;
4. attendere alcune ore oppure per una notte;

Trascorso il tempo necessario, le spore, cadendo dall'imenio si raccolgono in massa, a formare un disegno che riproduce fedelmente la disposizione delle lamelle del fungo in esame.
Se l'impronta delle spore è fatta su un vetrino portaoggetti, questo può essere tenuto in una scatola portavetrini e, quindi, avere la possibilità di conservare le spore per diversi anni ed esaminarle al microscopio; in tale maniera si possono esaminare meglio le spore muovendo il vetrino su una superficie più chiara o più scura per un contrasto migliore. 
Questo sistema diviene molto utile nel caso che si voglia tenere un campionario per eventuali confronti nella determinazione.
I micologi sono riluttanti ad intentificare il fungo solo dalla sporata, nonostante essa sia una delle caratteristiche usate per la sua determinazione.

## I colori della sporata
Si elencano di seguito i colori più diffusi delle sporate dei funghi con le relative classificazioni dei funghi in base a tale caratteristica:
| sporata nera (funghi melanosporei) | sporata bianca (funghi leucosporei) | sporata marrone (funghi iantinosporei) | sporata gialla |
| sporata oliva                      | sporata rosa (funghi rodosporei)    | sporata ocra (funghi ocrosporei)       |                |